# Jawora (Ukraina)
Jawora (ukr. Явора) – wieś na Ukrainie, w obwodzie lwowskim, w rejonie samborskim (do 2020 roku w rejonie turczańskim) nad Stryjem. Liczy około 1332 mieszkańców. Pierwsze wzmianki o miejscowości pochodzą z 1431 r.
Wieś prawa wołoskiego, położona była w drugiej połowie XV wieku w ziemi przemyskiej województwa ruskiego. Od roku 1905 przez miejscowość prowadzi linia kolejowa łączącą Użhorod z Samborem, w pobliżu jest przystanek kolejowy. W 1921 r. wieś liczyła około 1662 mieszkańców. Przed II wojną światową w granicach Polski, wchodziła w skład powiatu turczańskiego.

## Ważniejsze obiekty

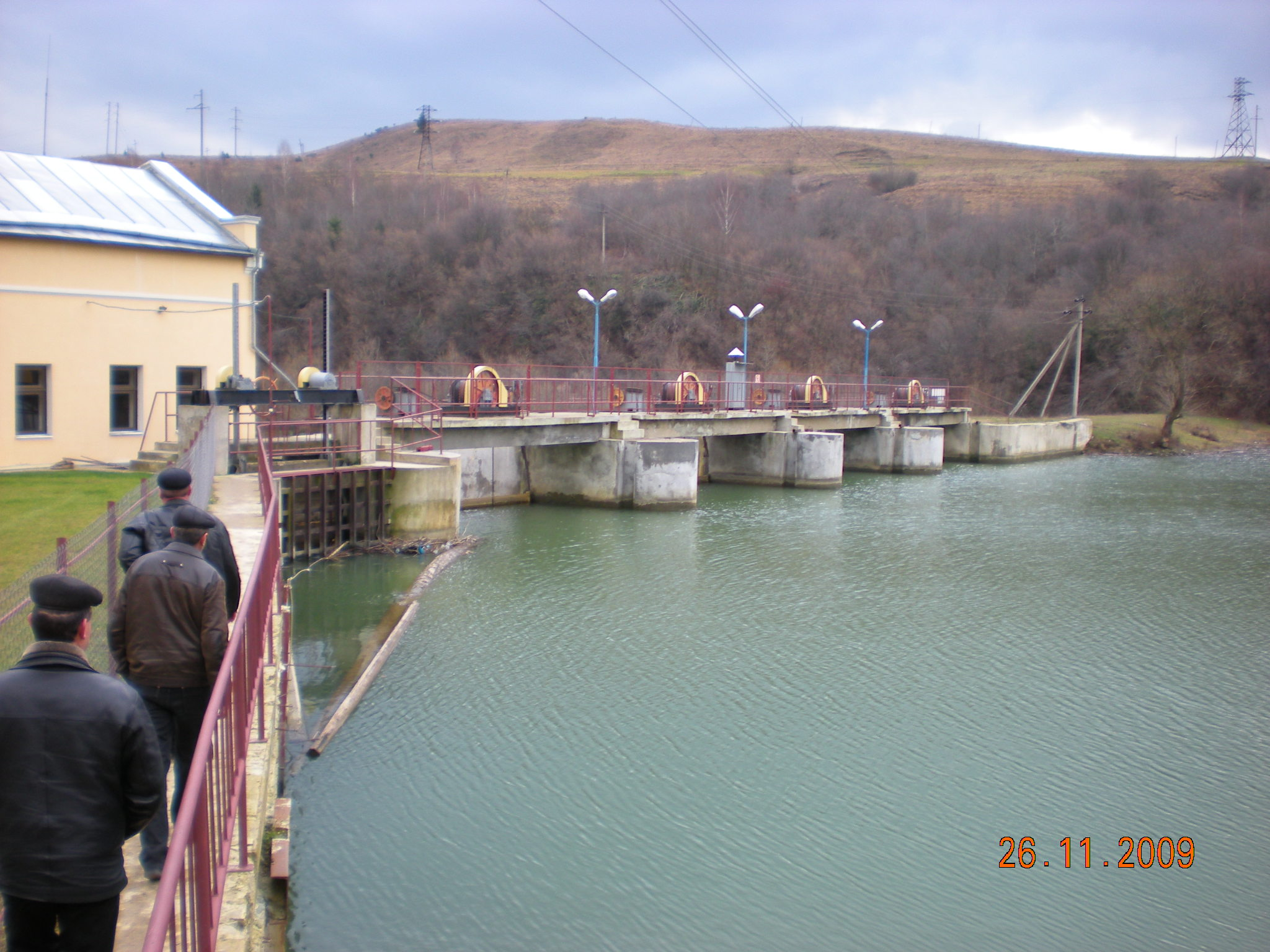
Elektrownia wodna

- Cerkiew greckokatolicka
- Kościół rzymskokatolicki